# Enceladus

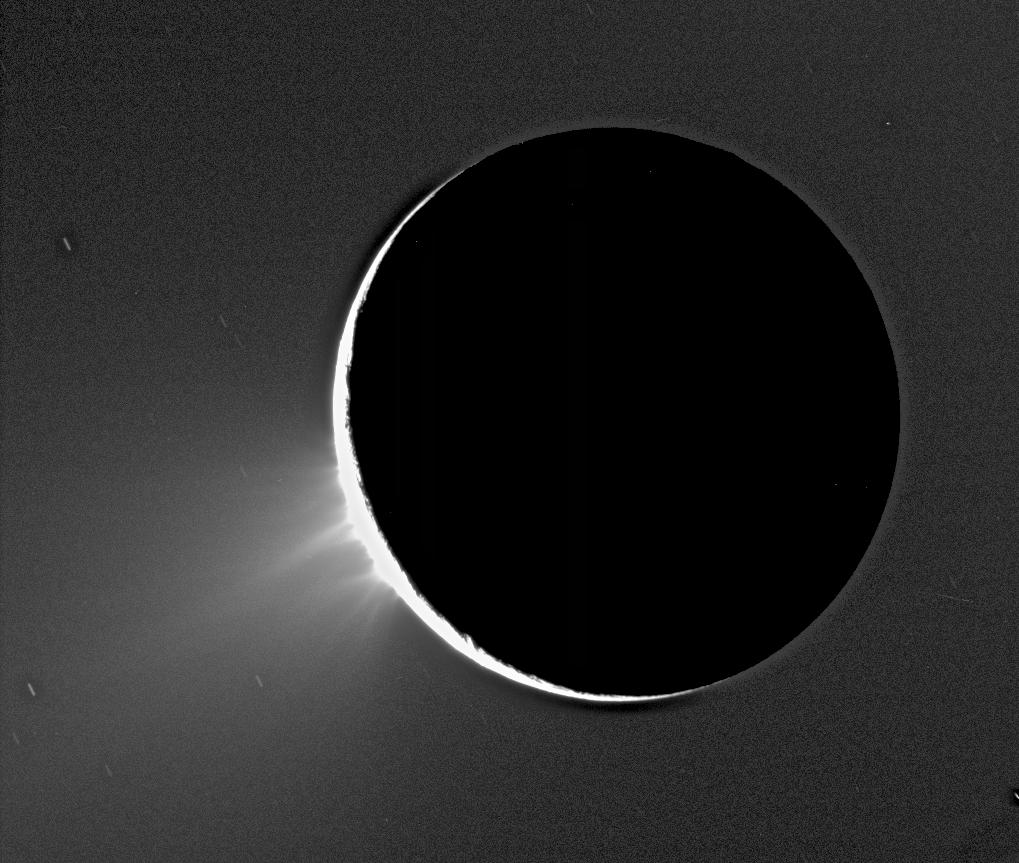
Plymer ovanför Enceladus från isvulkaner som matar Saturnus E-ring. Dessa verkar utstråla från "tigerränderna" nära Enceladus sydpol.

Enceladus (från grekiskans Ενκέλαδος) är en av Saturnus månar. Den upptäcktes 1789 av William Herschel och namngavs av hans son John Herschel efter Enkelados, en av giganterna i den grekiska mytologin. Enceladus går även under namnet Saturnus II.
Enceladus är cirka 500 kilometer i diameter, vilket motsvarar en knapp sjättedel av Månens diameter. Trots sin litenhet har Enceladus en varierad terräng, som sträcker sig från gamla områden med många kratrar till yngre områden som är släta. Upptäckten att gaser släpps ut från ett område vid sydpolen tyder på att den är geologiskt aktiv idag. 

## Innandöme
Relativt lite är känt om Enceladus innandöme, men rymdsonden Cassinis förbiflygningar har gett många svar.
Baserad på den effekt som Enceladus gravitation utövade på Cassini under dess förbiflygningar så har massan uppskattats till 1,08·1020 kg och eftersom månens storlek är känd så ger detta en densitet på 1,61 g/cm3.
Densiteten är högre än Saturnus övriga mellanstora ismånar, vilket indikerar att månen består av större andel tyngre element vid sidan av vattenisen, som sten och järn. Med mer tyngre grundämnen så är det möjligt att månen i sitt förflutna har hettats upp mer inifrån till följd av radioaktivt sönderfall än de andra jämförbara ismånarna och det spekuleras i att det är detta som har gett upphov till en del av de terrängtyper som kan ses på månen idag.
Det är dock troligt att månen är alldeles för liten för att denna radioaktiva värmekälla ska kunna hetta upp dess innandöme idag. Troligare är att det idag är fråga om tidvattenkrafter som värmer upp månen när den under sitt kretslopp passerar Dione.
Värmen är troligen inte tillräcklig för att smälta is. Därför har det antagits att Enceladus innandöme består av ämnen med låg smältpunkt, till exempel ammoniak, istället för rent vatten. Detta har inte kunnat styrkas genom fynd av sådana ämnen på Enceladus yta.
Det finns dock klyftor, slätter, veckad terräng och andra deformationer av skorpan som pekar på att månen fortfarande kan ha ett flytande innandöme. Nytagna bilder visar ytformationer som är slående lika de på Europas yta och det kan tyda på att månen till och med har stora hav under den frusna ytan. Som motsats till detta så finns det stora områden av kraterterräng och det indikerar också att även om oceaner finns eller fanns under ytan så har de inte varit världsomspännande, utan de har istället funnits fläckvis på några få platser vid varje givet tillfälle.
Den 27 november 2005 fotograferade Cassini gejsrar från isvulkaner på Enceladus sydpol, som sprutar ut is och vattenånga och verkar vara upphov till Saturnus breda men diffusa E-ring. Enligt forskarna som analyserat bilderna innebär gejsrarna att det måste finnas vatten cirka tio meter under den isbelagda ytan. Det är de geologiska aktiviteterna i månen som skapar värmen för att hålla vattnet flytande. Tidigare har flytande vatten bara hittats på Jupitermånen Europa.

### En ocean under tjockt istäcke

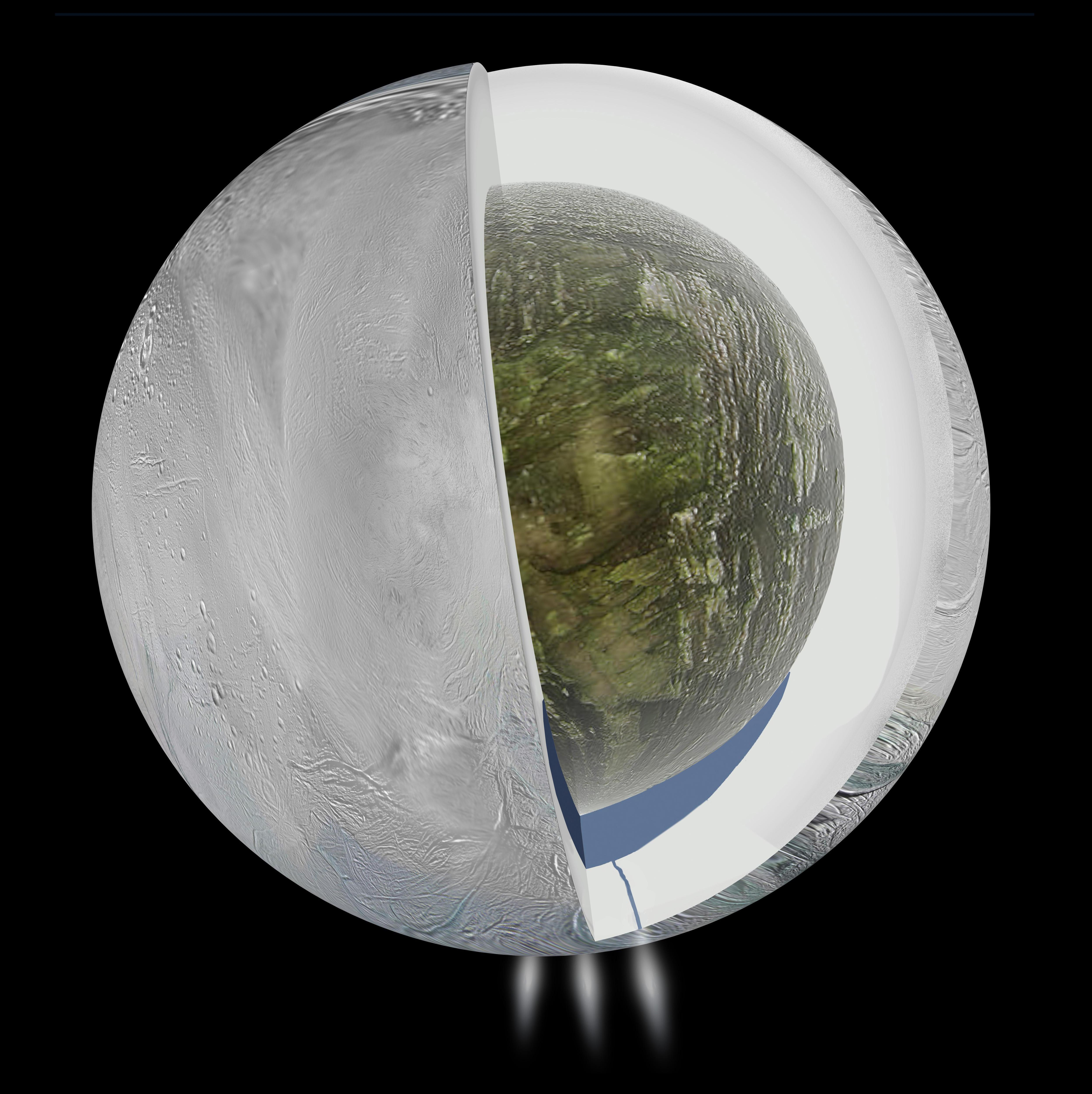
Fler belägg för en underjordisk ocean av flytande vatten på Enceladus rapporterades den 3 april 2014 (konstnärlig tolkning).

Senare observationer visar jetstrålar om 250 kg vattenånga per sekund som sprutar ut i rymden i 2189 km/h. Att plymerna är salta visar att deras källa är en salt ocean under ytan. Dessutom fann Cassini spår av organiska föreningar i några stoftkorn.
Nya gravimetriska data 2014 avslöjade att det finns en vattenocean under den södra isskorpan med en volym av omkring Lake Superiors i Nordamerika. Genom att jämföra med gravimetriska data från Cassinis förbiflygningar från 2010–12 kunde forskarna bekräfta att Enceladus troligtvis har en ocean av flytande vatten under sin frusna yta. Slutsatsen tillkännagavs den 3 april 2014 och publicerades i Science följande dag. Tekniken innebär att mäta pyttesmå förändringar i Cassini när den passerar genom Enceladus' gravitationsfält. Detta orsakar en Dopplerförskjutning i frekvensen hos data som farkosten avger när de når Jorden. En mindre än väntad effekt observerades, när Cassini flög över en sänka vid Enceladus' sydpol. Den antyder att en tätare struktur än is, men mindre tät än berg, var närvarande under månens yta för att försvaga den förväntade terrängsignalen. Den troligaste förklaringen av denna anomali är förekomsten av en mängd flytande vatten, vilket även förklarar tidigare observerade vattenplymer. Beräkningar antyder att oceanens topp ligger under en 30 till 40 km tjock shelf-is.  Oceanen beräknas vara 10 km djup.
Förekomsten av en intern salt ocean med en energikälla och enkla organiska föreningar i kontakt med månens stenkärna sätter Enceladus "bland de mest troliga platserna i Solsystemet att kunna hysa främmande mikrobiellt liv."

## Yta
Upptäckten att gaser släpps ut från ett område vid sydpolen tyder på att den är geologiskt aktiv idag. Endast tre geologiskt aktiva himlakroppar är idag (2006) kända, nämligen Enceladus, Jupiters måne Io och Neptunus måne Triton.
I augusti 1981 var Voyager 2 det första rymdfarkosten som gjorde geologiska observationer av Enceladus. Titelbilden har högst upplösning av de bilder som togs. Den visar åtminstone fem olika terrängtyper, bland annat flera regioner med kraterterräng, regioner av slät terräng och regioner med bergsryggar eller åsar som ofta gränsar till slät terräng. Bilden visar också långa, linjära sprickor som korsar både den släta terrängen och kraterterrängen.
Eftersom den släta terrängen har få kratrar, så tyder det på att dessa områden är relativt unga, sannolikt yngre än 100 miljoner år. Det betyder att Enceladus nyligen måste ha varit geologiskt aktiv, eftersom ytan förnyas. Troligtvis rör det sig om någon typ av vulkaner som spyr ut fruset vatten istället för lava.
Det är denna nya och rena is som dominerar ytan och ger Enceladus det högsta albedot av alla kända himlakroppar i solsystemet. Albedot är hela 0,99. Eftersom månen reflekterar så mycket av det infallande solljuset, är temperaturen mitt på dagen endast -201 °C vid ytan.
Observationer gjorda under tre förbiflygningar av Cassini den 17 februari, 9 mars och 14 juli 2005, återgav Enceladus yta mer detaljrikt än tidigare observationer gjorda av Voyager 2 nästan 25 år tidigare. Till exempel visade det sig att den släta terrängen som Voyager 2 observerade visade sig vara relativt kraterfri terräng med mängder av små bergsryggar och branta stup. Dessutom upptäcktes mängder med sprickor i kraterterrängen, vilket tyder på att ytan har deformerats efter att nedslagskratrarna har bildats. Slutligen fann man ytterligare regioner med ung terräng i regioner som inte fotograferades av Voyager, exempelvis den bisarra terrängen vid sydpolen.

## Atmosfär
Cassini-Huygens, NASA:s rymdfarkost som utforskar planeten Saturnus, har upptäckt en atmosfär. Det är första gången Cassini upptäcker en atmosfär sedan den på månen Titan upptäcktes. Enceladus gravitation är för svag för att hålla kvar en atmosfär. Forskarna tror därför att vulkaner, gejsrar och gas från månens yta eller inre ständigt fyller på den atmosfär som finns. Atmosfären upptäcktes genom en magnetometer, då Cassini flög förbi Enceladus 17 februari respektive 9 mars. Magnetometern mäter styrkan och riktningen på de magnetfält som omger Saturnus och dess månar. Man upptäckte att plasma från Saturnus drivs bort av joniserad vattenånga kring månen.

### Atmosfärens innehåll
Enceladus atmosfär är ganska tunn och det är därför svårt att ana vad atmosfären består av. Med nyare hjälp av instrument tror forskare att atmosfären för det mesta består av syre och koldioxid, men allt är fortfarande oklart.